# Globální oteplování
Výrazy globální oteplování, resp. změna klimatu popisují probíhající zvyšování průměrné globální teploty – a jeho dopady na klimatický systém Země. Změna klimatu v širším slova smyslu zahrnuje také předchozí dlouhodobé změny zemského klimatu. Současný nárůst průměrné globální teploty je rychlejší než předchozí změny a je způsoben především spalováním fosilních paliv lidmi. Používání fosilních paliv, odlesňování a některé zemědělské a průmyslové postupy zvyšují množství skleníkových plynů, zejména oxidu uhličitého a methanu. Skleníkové plyny pohlcují část tepla, které Země vyzařuje po ohřátí ze slunečního záření. Větší množství těchto plynů zachycuje více tepla ve spodních vrstvách zemské atmosféry, což způsobuje globální oteplování.
V důsledku klimatických změn se rozšiřují pouště a přibývá vln veder a lesních požárů. Zvýšené oteplování v Arktidě přispívá k tání permafrostu, ústupu ledovců a úbytku mořského ledu. Vyšší teploty také způsobují intenzivnější bouře a další extrémy počasí. Na místech, jako jsou korálové útesy, hory a Arktida, je mnoho druhů nuceno se kvůli změnám klimatu přemístit nebo dochází k jejich vymírání. I když budou snahy o minimalizaci budoucího oteplování úspěšné, některé důsledky budou přetrvávat po staletí. Patří mezi ně zvyšování hladiny moří a teplejší a kyselejší oceány.
Změna klimatu ohrožuje lidi nedostatkem potravin a vody, zvýšeným výskytem záplav, extrémních veder, větším počtem nemocí a ekonomickými ztrátami. Může být také příčinou migrace lidí a konfliktů. Světová zdravotnická organizace označuje změnu klimatu za největší hrozbu pro globální zdraví v 21. století. Bez opatření k omezení oteplování budou společnosti a ekosystémy vystaveny závažnějším rizikům. Přizpůsobení se změně klimatu prostřednictvím opatření, jako jsou protipovodňová opatření nebo plodiny odolné vůči suchu, částečně snižuje rizika změny klimatu, i když v některých případech již bylo dosaženo limitů. Chudší země jsou zodpovědné za malý podíl globálních emisí, ale mají nejmenší schopnost přizpůsobit se a jsou vůči změně klimatu nejvíce zranitelné.
Mnohé z těchto dopadů se projevují již při současné úrovni oteplování, která činí přibližně 1,2 °C od průmyslové revoluce. Mezivládní panel pro změnu klimatu (IPCC) předpokládá ještě větší dopady při pokračování oteplování na 1,5 °C a více. Další nárůst oteplování také zvyšuje riziko překročení bodů zvratu klimatického systému, jako je například tání Grónského ledovce. Reakce na tyto změny zahrnuje přijetí opatření k omezení oteplování a přizpůsobení se těmto změnám. Budoucí oteplování lze omezit (zmírnit) snížením emisí skleníkových plynů a jejich odstraňováním z atmosféry. To zahrnuje větší využívání větrné a sluneční energie, postupné ukončování využívání fosilních paliv a zvyšování energetické účinnosti. Další omezení emisí může přinést přechod na elektrická vozidla a na veřejnou dopravu a využívání tepelných čerpadel pro domácnosti a komerční budovy. Také zabránění odlesňování a ochrana lesů mohou pomoci absorbovat CO2. Společnost se může přizpůsobit změně klimatu lepší ochranou pobřeží, zvládáním katastrof a vývojem odolnějších plodin. Tyto snahy o přizpůsobení samy o sobě nemohou odvrátit riziko závažných, rozsáhlých a trvalých dopadů.
V rámci Pařížské dohody z roku 2015 se státy společně zavázaly udržet oteplování „výrazně pod 2 °C“ prostřednictvím úsilí o zmírnění dopadů. Nicméně, podle analýzy z roku 2021, i se závazky přijatými v rámci této dohody by globální oteplení do konce století dosáhlo přibližně 2,7 °C. Omezení oteplení na 1,5 °C by vyžadovalo snížení emisí o polovinu do roku 2030 a dosažení nulových čistých emisí do roku 2050.
Do roku 2100 by měla povrchová teplota na Zemi stoupnout o 0,3 až 1,7 °C pro scénáře s výrazným snižováním produkce CO2, resp. o 2,6 až 4,8 °C pro scénář s dnešním tempem produkce CO2. Nejistoty v odhadech nárůstu teploty plynou z používání modelů s různou citlivostí změny teploty na koncentraci skleníkových plynů. Očekávané budoucí oteplování a související změny však nejsou rovnoměrné a budou se lišit region od regionu. Variabilita klimatu se bude lokálně zvyšovat, avšak globálně snižovat. Očekává se, že oteplování bude větší nad pevninou než nad oceány a nejvýraznější bude v Arktidě, a bude spojeno s pokračujícím táním ledovců, věčně zmrzlé půdy a mořského ledu, což bude doprovázet zvyšování hladiny oceánů, změny v množství a formě srážek a rozšiřování subtropických pouští. Mezi další očekávané jevy patří častější extrémní projevy počasí, jako jsou období veder, suchá období, lesní požáry, přívalové deště se záplavami, intenzivní sněhové srážky, okyselování oceánů či masivní vymírání druhů. Z následků významných pro člověka se uvádí především ztráta potravinové bezpečnosti kvůli klesajícímu výnosu zemědělských plodin a ztráta obyvatelného prostředí zaplavením pobřežních oblastí. Vzhledem k tomu, že klimatický systém má velkou setrvačnost a skleníkové plyny zůstávají v atmosféře po dlouhou dobu, mnohé z těchto účinků přetrvají nejen desetiletí nebo staletí, ale i desítky tisíc let.

## Terminologie
Před rokem 1980 nebylo jasné, zda oteplování způsobené skleníkovými plyny převáží nad ochlazováním způsobeným aerosoly z antropogenních emisí. Vědci tehdy často používali termín neúmyslná změna klimatu pro označení vlivu člověka na klima. V 80. letech 20. století se zpopularizovaly termíny globální oteplování a změna klimatu. První z nich označuje pouze zvýšené oteplování povrchu Země, druhý popisuje celkový vliv skleníkových plynů na klima. Termín globální oteplování se stal nejoblíbenějším termínem poté, co jej ve svém projevu v americkém Senátu v roce 1988 použil klimatolog NASA James Hansen. Po roce 2000 vzrostla obliba termínu změna klimatu. Globální oteplování obvykle označuje oteplování zemského systému způsobené člověkem, zatímco změna klimatu může označovat přirozené nebo antropogenní změny. Oba termíny se často používají zaměnitelně.
Po roce 2007 začali různí vědci, politici a představitelé médií používat termíny klimatická krize nebo klimatická nouze, když hovoří o změně klimatu, a globální ohřívání místo globálního oteplování. Šéfredaktorka politického deníku The Guardian uvedla, že tyto termíny zařadili do svých redakčních pokynů, „abychom zajistili, že budeme vědecky přesní a zároveň budeme jasně komunikovat se čtenáři o této velmi důležité otázce“. V roce 2019 vybrala jazyková škola Oxford Languages jako slovo roku termín klimatická nouze, kterou definovala jako „situaci, v níž je třeba naléhavě jednat, aby se snížila nebo zastavila změna klimatu a zabránilo se potenciálně nevratným škodám na životním prostředí, které z ní vyplývají“.
Z odborně klimatologického hlediska je změna klimatu definována takto: „Změna ve stavu klimatu, kterou je možné prokazatelně identifikovat v podobě změny střední hodnoty nebo pravděpodobnostního rozložení hodnot a charakteristik v průběhu delšího časového období, typicky v délce desetiletí a více. Pozn.: Změna klimatu může být výsledkem přirozených interních procesů v rámci klimatického systému, nebo důsledkem působení externích faktorů jako jsou cykly sluneční aktivity, sopečné výbuchy a trvalé antropogenní vlivy na složení atmosféry, kvalitu a způsob využití území.“
Z politického hlediska je definice změny klimatu použita v konvenci UNFCCC v následující podobě: „změna klimatu, která je přisouzena přímo, či nepřímo lidským aktivitám vedoucím ke globálním změnám složení atmosféry a která je ve srovnatelných časových obdobích pozorována nad rámec přirozené variability klimatu.“

## Pozorované změny teploty

Hnací síly změny klimatu v letech 1850–1900 až 2010–2019. Vnitřní proměnlivost ani sluneční a vulkanické faktory významně nepřispěly.

V posledních desetiletích nové záznamy o vysokých teplotách výrazně převyšují nové záznamy o nízkých teplotách na stále větší části zemského povrchu.

Mnoho nezávisle vytvořených přístrojových datových souborů ukazuje, že se klimatický systém otepluje. Povrchové teploty rostou přibližně o 0,2 °C za desetiletí, přičemž v roce 2020 narostly globálně teploty o 1,2 °C proti předindustriálnímu období. Od roku 1950 se snížil počet chladných dnů a nocí a zvýšil se počet teplých dnů a nocí.
Mezi 18. stoletím a polovinou 19. století došlo k mírnému oteplení. Informace o klimatu v tomto období pocházejí z klimatických proxy dat (nepřímých údajů), jako jsou stromy a ledová jádra. Ukazují, že přirozené výkyvy kompenzovaly rané účinky průmyslové revoluce. Instrumentální záznamy (záznamy teploměrů) začaly poskytovat globální pokrytí kolem roku 1850. Historické vzorce oteplování a ochlazování, jako například středověká klimatická anomálie a malá doba ledová, se v různých regionech nevyskytovaly ve stejnou dobu. Teploty mohly v omezeném souboru regionů dosahovat až takových hodnot jako na konci 20. století. Existovaly i prehistorické epizody globálního oteplování, jako bylo například paleocenní–eocenní tepelné maximum. Novodobý pozorovaný nárůst teploty a koncentrace CO2 je však tak rychlý, že ani náhlé geofyzikální události v historii Země se současnému tempu nárůstu nepřibližují.
Důkazy o oteplování z měření teploty vzduchu posiluje celá řada dalších pozorování: Došlo k nárůstu četnosti a intenzity vydatných srážek, tání sněhu a pevninského ledu a zvýšení vlhkosti vzduchu. Také chování flóry a fauny odpovídá oteplování, například rostliny na jaře kvetou dříve. Dalším klíčovým ukazatelem je ochlazování horních vrstev atmosféry, které dokazuje, že skleníkové plyny zachycují teplo v blízkosti zemského povrchu a brání jeho vyzařování do vesmíru.

Oteplování vzduchu nad pevninou je zhruba dvakrát rychlejší než nad oceány, byť koncentrace skleníkových plynů je podobná nad pevninou a oceány.

Regiony se oteplují různou rychlostí. Tato různorodost oteplování nezávisí na tom, kde jsou skleníkové plyny vypouštěny, protože plyny přetrvávají dostatečně dlouho na to, aby se rozptýlily po celé planetě. Od předindustriálního období se průměrná teplota povrchu nad pevninskými oblastmi zvyšovala téměř dvakrát rychleji než průměrná globální teplota povrchu, což je způsobeno větší tepelnou kapacitou oceánů a tím, že oceány ztrácejí více tepla vypařováním. Tepelná energie v globálním klimatickém systému roste jen s krátkými přestávkami přinejmenším od roku 1970 a více než 90 % této dodatečné energie bylo uloženo v oceánech, zbytek ohříval atmosféru, rozpouštěl led a ohříval kontinenty.
Severní polokoule a zvláště pak oblasti kolem severního pólu se oteplují mnohem rychleji než oblasti kolem jižního pólu a jižní polokoule. Severní polokoule má nejen mnohem více pevniny, ale také více sezónní sněhové pokrývky a mořského ledu. Tyto povrchy se po roztátí ledu změní z míst, které odrážejí hodně světla, na místa, kde jsou tmavá a začnou pohlcovat více tepla. K oteplování Arktidy přispívají také místní nánosy černého uhlíku na sněhu a ledu. Teplota v Arktidě roste více než dvakrát rychleji než ve zbytku světa. Tání ledovců a ledových příkrovů v Arktidě narušuje oceánskou cirkulaci, včetně oslabení Golfského proudu, což dále mění klima. Vlivem tání ledovců a ledových příkrovů v Arktidě dochází též k další změně klimatu.

## Příčiny teplotních změn (vnější působení)

Projekt Global Carbon Project ukazuje, že přírůstky CO_{2} od roku 1880 byly způsobeny různými zdroji, které všechny rostly.

Klimatický systém sám o sobě prochází různými cykly, které mohou trvat roky (například El Niño – Jižní oscilace), desetiletí nebo dokonce staletí. Jiné změny jsou způsobeny nerovnováhou energie, která je „vnější“ pro klimatický systém, ale ne vždy je vnější pro Zemi. Příkladem vnějších vlivů jsou změny koncentrace skleníkových plynů, sluneční zářivost, sopečné erupce a změny dráhy Země kolem Slunce.

Pro určení podílu lidstva na změně klimatu je třeba vyloučit známou vnitřní proměnlivost klimatu a přirozené vnější vlivy. Klíčovým přístupem je určení jedinečných „otisků prstů“ všech potenciálních příčin a následné porovnání těchto otisků s pozorovanými vzorci klimatických změn. Například sluneční vlivy lze jako hlavní příčinu vyloučit. Jeho otiskem by bylo oteplení celé atmosféry. Pozorujeme však, že se oteplily pouze spodní vrstvy atmosféry, což odpovídá působení skleníkových plynů. Z rozboru nedávných klimatických změn vyplývá, že hlavní příčinou je zvýšený obsah skleníkových plynů, ale silný vliv mají také aerosoly.

Krátkovlnné záření ze Slunce dopadající na zemský povrch a atmosféru. Dlouhovlnná část záření je emitována z povrchu a téměř zcela absorbována do atmosféry. V tepelné rovnováze je absorbovaná energie z atmosféry stejná jako ta vydávaná do vesmíru. Čísla ukazují výkon záření ve wattech na metr čtvereční v období let 2000–2004

### Skleníkové plyny
Země pohlcuje sluneční záření a pak ho vyzařuje jako teplo. Skleníkové plyny v atmosféře pohlcují a opětovně vyzařují infračervené záření, čímž zpomalují jeho průchod atmosférou a únik do vesmíru. Před průmyslovou revolucí způsobilo přirozeně se vyskytující množství skleníkových plynů, že vzduch u povrchu byl asi o 33 °C teplejší, než by byl v případě jejich nepřítomnosti. Ačkoli ke skleníkovému efektu nejvíce přispívají vodní pára (~50 %) a mraky (~25 %), jejich množství se zvyšuje v závislosti na teplotě, a jsou tedy zpětnou vazbou. Naproti tomu koncentrace plynů, jako je CO2 (~20 %), troposférický ozón, freony a oxid dusný, nejsou závislé na teplotě, a jsou to tedy vnější vlivy.
Lidská činnost od průmyslové revoluce, především těžba a spalování fosilních paliv (uhlí, ropy a zemního plynu), zvýšila množství skleníkových plynů v atmosféře, což vedlo k radiační nerovnováze. V roce 2019 se koncentrace CO2 a methanu od roku 1750 zvýšily přibližně o 48 %, respektive o 160 %. Hodnoty koncentrací CO2 v ovzduší jsou vyšší než kdykoli v průběhu posledních 2 milionů let. Také koncentrace methanu jsou mnohem vyšší, než byly za posledních 800 000 let.
Celosvětové antropogenní emise skleníkových plynů v roce 2018, s výjimkou emisí způsobených změnami ve využívání půdy, odpovídaly 52 miliardám tun CO2. Z těchto emisí tvořil 72 % CO2, 19 % methan, 6 % oxid dusný a 3 % fluorované plyny. Přibližně 72 % emisí CO2 pochází ze spalování fosilních paliv, která zajišťují energii pro dopravu, výrobu, vytápění a výrobu elektřiny. Další emise CO2 pocházejí z odlesňování a z průmyslových procesů, které zahrnují CO2 uvolňovaný chemickými reakcemi při výrobě cementu, oceli, hliníku a hnojiv. Emise methanu pocházejí z chovu hospodářských zvířat, z hnoje, z pěstování rýže, ze skládek, z odpadních vod a z těžby uhlí, ropy a zemního plynu. Emise oxidu dusného pocházejí z velké části z mikrobiálního rozkladu anorganických a organických hnojiv. Z hlediska výroby se odhaduje, že hlavními zdroji globálních emisí skleníkových plynů jsou: elektřina a teplo (25 %), zemědělství a lesnictví (24 %), průmysl a výroba (21 %), doprava (14 %) a budovy (6 %).
Navzdory podílu odlesňování na emisích skleníkových plynů zůstává zemský povrch, zejména lesy, významným propadem uhlíku. Přírodní procesy, jako je fixace uhlíku v půdě a fotosyntéza, více než kompenzují příspěvek odlesňování ke skleníkovým plynům. Odhaduje se, že půdní povrch odstraňuje přibližně 29 % ročních globálních emisí CO2. Oceán také slouží jako významný pohlcovač uhlíku prostřednictvím dvoustupňového procesu. Nejprve se CO2 rozpouští v povrchové vodě. Poté jej oceánská cirkulace rozvádí hluboko do nitra oceánu, kde se v průběhu času hromadí jako součást koloběhu uhlíku. Za posledních dvacet let světové oceány absorbovaly 20 až 30 % vypouštěného CO2.

### Aerosoly a mraky
Znečištění ovzduší v podobě aerosolů (částic) nejenže značně zatěžuje lidské zdraví, ale také ve velkém měřítku ovlivňuje klima. V letech 1961–1990 bylo pozorováno postupné snižování množství slunečního světla dopadajícího na zemský povrch, což je jev lidově označovaný jako globální stmívání, které se obvykle připisuje aerosolům ze spalování fosilních paliv a biopaliv. Od roku 1990 aerosoly v ovzduší celosvětově ubývají, což znamená, že již tolik nemaskují oteplování skleníkovými plyny.
Aerosoly také rozptylují a pohlcují sluneční záření. Mají tím nepřímý vliv na radiační rozpočet Země. Sulfátové aerosoly působí jako kondenzační jádra mraků a vedou ke vzniku mraků, které mají více a menších oblačných kapiček. Tyto mraky odrážejí sluneční záření účinněji než mraky s menším počtem a většími kapkami. Omezují také růst dešťových kapek, což způsobuje, že mraky jsou odrazivější pro dopadající sluneční záření. Nepřímé účinky aerosolů představují největší nejistotu ve výpočtech radiačního působení.
Zatímco aerosoly obvykle omezují globální oteplování tím, že odrážejí sluneční světlo, černý uhlík v podobě sazí, které padají na sníh nebo led, může přispívat ke globálnímu oteplování. Nejenže zvyšuje absorpci slunečního záření, ale také zvyšuje tání pevninského ledu a tím i nárůst hladiny moří. Omezení nových nánosů černého uhlíku v Arktidě by mohlo snížit globální oteplování o 0,2 °C do roku 2050.

### Změny ve využívání krajiny

Tempo úbytku stromového porostu se od roku 2001 celosvětově přibližně zdvojnásobilo a jeho roční úbytek se blíží rozloze Itálie.

Lidé mění povrch Země hlavně proto, aby získali více zemědělské půdy. V současné době zemědělství zabírá 50 % veškeré obyvatelné pevniny, zatímco lesy zabírají 37 % pevniny; podíl lesů přitom neustále klesá, zejména kvůli pokračujícím odlesňování v tropech. Toto odlesňování je nejvýznamnějším aspektem změny využívání krajiny, ovlivňujícím globální oteplování. Hlavní příčiny odlesňování je přeměna lesů na plochy pro výrobu hovězího masa a pro výrobu palmového oleje (27 %), pro lesnictví/lesní produkty (26 %), pro krátkodobou zemědělskou produkci (24 %); také požáry zmenšují plochy lesů (23 %).
Změny ve využívání půdy mají vliv nejen na emise skleníkových plynů. Typ vegetace v regionu ovlivňuje místní teplotu. Ovlivňuje, kolik slunečního světla se odrazí zpět do vesmíru (albedo) a kolik tepla se ztratí vypařováním. Například při změně tmavého lesa na travnatou plochu je povrch světlejší, což způsobuje, že odráží více slunečního záření. Odlesňování může ovlivnit teplotu také změnou uvolňování chemických sloučenin, které ovlivňují mraky a změnou větrných poměrů. V tropických a mírných oblastech vede čistý efekt k výraznému oteplení, zatímco v zeměpisných šířkách blíže pólům vede zisk albedo (protože les je nahrazen sněhovou pokrývkou) k ochlazení. Odhaduje se, že v celosvětovém měřítku vedly tyto efekty k mírnému ochlazení, kterému dominuje zvýšení albedo povrchu.

### Sluneční a vulkanické aktivity
Fyzikální klimatické modely nejsou schopny reprodukovat rychlé oteplování pozorované v posledních desetiletích, pokud berou v úvahu pouze změny slunečního záření a sopečnou činnost. Slunce je primárním zdrojem energie Země, a proto změny v dopadajícím slunečním záření přímo ovlivňují klimatický systém. Sluneční záření bylo měřeno přímo družicemi a nepřímá měření jsou k dispozici od počátku 16. století. Další důkazy o tom, že skleníkové plyny způsobují globální oteplování, pocházejí z měření, která ukazují oteplování spodní části atmosféry (troposféry) spojené s ochlazováním horní části atmosféry (stratosféry). Pokud by za pozorované oteplování byly zodpovědné sluneční výkyvy, troposféra i stratosféra by se oteplovaly.
Velké sopečné erupce představují největší přírodní vliv v průběhu průmyslové éry. Pokud je erupce dostatečně silná (s oxidem siřičitým dosahujícím stratosféry), může být sluneční světlo částečně blokováno až po dobu několika let. Teplotní signál trvá přibližně dvakrát tak dlouho. V průmyslové éře však měla sopečná činnost zanedbatelný vliv na globální teplotní trendy. Současné sopečné emise CO2 odpovídají méně než 1 % současných antropogenních emisí CO2.

### Změny oběžné dráhy Země
Změny sklonu osy Země a tvar oběžné dráhy kolem Slunce se mění pomalu; trvají desítky tisíc let. Díky těmto změnám dochází ke změnám sezónního a zeměpisného rozložení příchozí sluneční energie na povrchu Země a tím i ke změnám klimatu. Během posledních několika tisíc let tento jev přispěl k pomalému trendu ochlazování ve vysokých zeměpisných šířkách severní polokoule v létě; tento trend se však v průběhu 20. století obrátil díky oteplování vyvolaného skleníkovými plyny. Během následujících 50 000 let nelze očekávat orbitální změny, které by vedly k ochlazování Země.

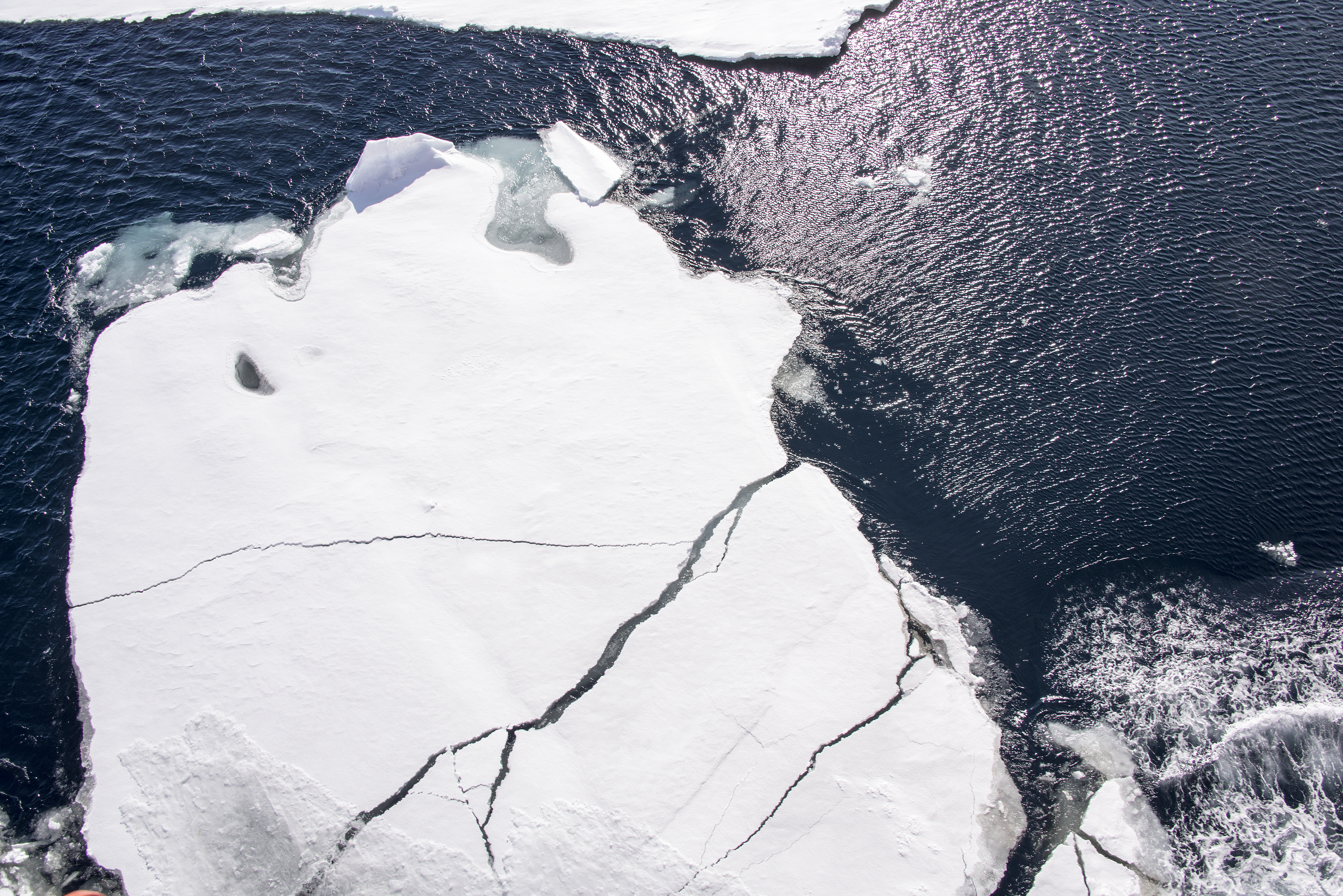
Mořský led odráží 50 až 70 % dopadajícího slunečního záření, zatímco tmavý povrch oceánu odráží pouze 6 %, takže tání mořského ledu je kladnou zpětnou vazbou.

### Klimatická zpětná vazba
Reakce klimatického systému na počáteční vlivy je modifikována zpětnými vazbami: zvyšuje se kladnými zpětnými vazbami a snižuje se zápornými zpětnými vazbami. Hlavními kladnými zpětnými vazbami jsou zpětná vazba vodní páry, zpětná vazba ledu a ledovců a pravděpodobně i čistý účinek mraků. Hlavní zápornou zpětnou vazbou je radiační ochlazování, protože zemský povrch v reakci na zvyšující se teplotu odevzdává do vesmíru více tepla. Kromě teplotních zpětných vazeb existují také zpětné vazby v koloběhu uhlíku, jako je hnojivý účinek CO2 na růst rostlin. Nejistota ohledně zpětných vazeb je hlavním důvodem, proč různé klimatické modely předpokládají různou velikost oteplení při daném množství emisí.
Jak se vzduch otepluje, může zadržovat více vlhkosti. Po počátečním oteplení v důsledku emisí skleníkových plynů se v atmosféře udrží více vody. Vodní pára je silným skleníkovým plynem, takže se způsobuje další ohřívání atmosféry. Pokud se zvýší oblačnost, bude se více slunečního světla odrážet zpět do vesmíru a planeta se ochladí. Pokud budou mraky vyšší a řidší, budou působit jako izolátor, odrážet teplo zdola zpět dolů a planetu ohřívat. Celkově lze říci, že čistá zpětná vazba oblačnosti v průběhu průmyslové éry pravděpodobně podpořila růst teploty. Snížení sněhové pokrývky a mořského ledu v Arktidě snižují albedo zemského povrchu. V těchto oblastech je nyní pohlcováno více sluneční energie, což přispívá k zesílení teplotních změn v Arktidě. Arktické zesílení také způsobuje tání permafrostu, čímž se do atmosféry uvolňuje methan a CO2.
Přibližně polovinu emisí CO2 způsobených člověkem pohltily suchozemské rostliny a oceány. na souši zvýšený obsah CO2 a prodloužené vegetační období stimulovaly růst rostlin. Změna klimatu zvyšuje výskyt sucha a vln veder, které brzdí růst rostlin, a proto není jisté, zda tento zásobník uhlíku bude v budoucnu dále růst. Půda obsahuje velké množství uhlíku a při zahřívání může část uhlíku uvolňovat. S tím, jak oceán absorbuje více CO2 a tepla, se okyseluje, mění se jeho cirkulace a fytoplankton přijímá méně uhlíku, čímž se snižuje rychlost, s jakou oceán absorbuje atmosférický uhlík. Změna klimatu může zvýšit emise methanu z mokřadů, mořských a sladkovodních systémů a z permafrostu.

Předpokládané změny globální povrchové teploty ve srovnání s lety 1850–1900 na základě změn průměrných hodnot více modelů CMIP6.

## Budoucí oteplování a uhlíkový rozpočet

Potenciální budoucí scénáře globálních emisí skleníkových plynů. Pokud všechny země splní své současné přísliby stanovené v pařížské dohodě o klimatu, průměrné oteplování do roku 2100 překročí cíl pařížské dohody, aby se oteplování udržovalo „výrazně pod 2 °C“.

Šestá hodnotící zpráva IPCC předpokládá změny průměrné vlhkosti půdy, které mohou narušit zemědělství a ekosystémy. Snížení půdní vlhkosti o jednu směrodatnou odchylku znamená, že průměrná půdní vlhkost bude přibližně odpovídat devátému nejsuššímu roku mezi lety 1850 a 1900 v dané lokalitě.

Budoucí oteplování závisí na síle zpětné vazby klimatu a na emisích skleníkových plynů. První z nich se často odhaduje pomocí klimatických modelů, které vyvíjí řada vědeckých institucí. Klimatický model představuje fyzikální, chemické a biologické procesy, které ovlivňují klimatický systém. Modely zahrnují změny dráhy Země, historické změny aktivity Slunce a vulkanické vlivy. Počítačové modely se pokoušejí reprodukovat a předpovídat cirkulaci oceánů, roční cyklus ročních období a toky uhlíku mezi zemským povrchem a atmosférou. Modely předpokládají různý budoucí nárůst teploty při daných emisích skleníkových plynů; neshodují se zcela v síle různých zpětných vazeb na citlivost klimatu a velikosti setrvačnosti klimatického systému.
Fyzikální realističnost modelů se testuje zkoumáním jejich schopnosti simulovat současné nebo minulé klima. Starší modely podcenily úbytek arktického mořského ledu a podcenily míru nárůstu srážek. Také vzestup mořské hladiny od roku 1990 byl ve starších modelech podceněn, ale novější modely se dobře shodují s pozorováním. V Národním hodnocení klimatu, které v roce 2017 vydaly Spojené státy, se uvádí, že „klimatické modely mohou stále podceňovat nebo opomíjet relevantní zpětnovazební procesy“.
Podskupina klimatických modelů přidává k jednoduchému fyzikálnímu modelu klimatu společenské faktory. Tyto modely simulují, jak obyvatelstvo, hospodářský růst a spotřeba energie ovlivňují fyzikální klima – a jak na něj působí. Na základě těchto informací mohou tyto modely vytvářet scénáře budoucích emisí skleníkových plynů. Ty se pak používají jako vstupní data pro fyzikální klimatické modely, které vytvářejí prognózy změny klimatu. V některých scénářích emise v průběhu století nadále rostou, zatímco v jiných se emise snižují. Ukazuje se, že zdroje fosilních paliv jsou příliš bohaté na to, aby se dalo spoléhat na to, že jejich nedostatek omezí emise uhlíku v 21. století. Emisní scénáře lze kombinovat s modelováním koloběhu uhlíku, aby bylo možné předpovědět, jak by se v budoucnu mohla změnit koncentrace skleníkových plynů v atmosféře. Podle kombinovaných modelů by v roce 2100 mohla být koncentrace CO2 v atmosféře v závislosti na socioekonomickém scénáři a scénáři zmírňování emisí dosahovat hodnot v rozmezí od 380 ppm až do 1 400 ppm.
Šestá hodnotící zpráva IPCC předpokládá, že globální oteplení koncem 21. století velmi pravděpodobně dosáhne 1,0 °C až 1,8 °C podle scénáře velmi nízkých emisí skleníkových plynů. Podle středního scénáře by globální oteplení dosáhlo 2,1 °C až 3,5 °C a podle scénáře velmi vysokých emisí skleníkových plynů 3,3 °C až 5,7 °C. Tyto prognózy vycházejí z klimatických modelů v kombinaci s pozorováními.
Zbývající uhlíkový rozpočet je určen na základě modelování uhlíkového cyklu a citlivosti klimatu na skleníkové plyny. Podle IPCC lze globální oteplení udržet pod 1,5 °C s dvoutřetinovou pravděpodobností, pokud emise po roce 2018 nepřekročí 420 resp. 570 Gt CO2. To odpovídá 10 až 13 letům současných emisí. V souvislosti s tímto rozpočtem panují velké nejistoty. Může být například o 100 Gt CO2 nižší v důsledku uvolňování methanu z věčně zmrzlé půdy a mokřadů.

## Dopady

Rekonstrukce historické hladiny moře a prognózy do roku 2100 zveřejněné v roce 2017 americkým Programem výzkumu globální změny.

### Fyzické prostředí
Dopady změny klimatu na životní prostředí jsou rozsáhlé a dalekosáhlé, ovlivňují oceány, led a počasí. Změny mohou probíhat postupně nebo rychle. Důkazy o těchto účincích pocházejí ze studia klimatických změn v minulosti, z modelování a z moderních pozorování. Od padesátých let 20. století se s rostoucí četností objevují současně sucha a vlny veder. V Indii a východní Asii se zvýšil počet extrémně vlhkých nebo suchých událostí v rámci monzunového období. Pravděpodobně se zvyšuje množství srážek a intenzita hurikánů a tajfunů. Četnost tropických cyklón se v důsledku změny klimatu nezvýšila.
Globální hladina moří se zvyšuje v důsledku tání ledovců, tání ledového příkrovu Grónska a Antarktidy a teplotní expanze oteplující se vody v oceánech. Mezi lety 1993–2020 se vzestup v čase zvyšoval a činil v průměru 3,3 ± 0,3 mm ročně. V průběhu 21. století by podle odhadů IPCC mohla hladina moří při scénáři s velmi vysokými emisemi stoupnout o 61–110 cm. Zvýšené oteplení oceánů hrozí odtržením splazů antarktických ledovců, což představuje riziko dalšího rozsáhlého tání ledovců a možnost až dvoumetrového vzestupu hladiny moří do roku 2100 při vysokých emisích.
Klimatické změny vedly k desetiletému zmenšování a ztenčování arktického mořského ledu. Zatímco při oteplení o 1,5 °C se očekává, že léta bez ledu budou vzácná, při oteplení o 2 °C se budou vyskytovat jednou za tři až deset let. Vyšší koncentrace CO2 v atmosféře vedly ke změnám v chemickém složení oceánů. Nárůst rozpuštěného CO2 způsobuje okyselování oceánů, navíc se snižuje hladina kyslíku, protože kyslík je v teplejší vodě hůře rozpustný. Rozšiřují se také mrtvé zóny v oceánu, oblasti s velmi malým obsahem kyslíku.

#### Body zvratu a dlouhodobé dopady
Čím větší je globální oteplování, tím větší je riziko překročení tzv. bodů zvratu, tedy prahových hodnot, za nimiž již nelze zabránit určitým dopadům ani při snížení teploty. Příkladem je problém ledového příkrovu v západní Antarktidě a Grónsku, kde zvýšení teploty o 1,5 °C až 2 °C může vést k jeho kolapsu; časový rozsah tání je nejistý a závisí na budoucím oteplení. Některé rozsáhlé změny by mohly nastat v krátkém časovém období, například zhroucení atlantické meridionální převratné cirkulace, což by vyvolalo velké klimatické změny v severním Atlantiku, Evropě a Severní Americe.
Dlouhodobé důsledky klimatických změn zahrnují další tání ledu, oteplování oceánů, zvyšování hladiny moří a okyselování oceánů. V časovém měřítku staletí až tisíciletí bude rozsah klimatických změn určován především antropogenními emisemi CO2, což je dáno dlouhou dobou života CO2 v atmosféře, protože pohlcování CO2 oceány je natolik pomalé, že okyselování oceánů bude pokračovat stovky až tisíce let. Odhaduje se, že tyto emise mohou prodloužit současnou dobu meziledovou až o 100 000 let. Zvyšování hladiny moří bude pokračovat po mnoho staletí, přičemž se odhaduje, že po 2 000 letech stoupne o 2,3 metru na každý stupeň Celsia oteplení.

### Příroda a volně žijící zvířata
Nedávné oteplování vyhnalo mnoho suchozemských a sladkovodních druhů směrem k pólům a do vyšších nadmořských výšek. Vyšší hladina CO2 v atmosféře a delší vegetační období vedly ke globálnímu ozelenění. Vlny veder a sucha však v některých regionech snížily produktivitu ekosystémů. Budoucí rovnováha těchto protichůdných vlivů je nejasná. Změna klimatu přispěla k rozšíření sušších klimatických zón, například k rozšíření pouští v subtropech. Rozsah a rychlost globálního oteplování zvyšuje pravděpodobnost náhlých změn v ekosystémech. Celkově se očekává, že změna klimatu povede k vyhynutí mnoha druhů.
Oceány se ohřívají pomaleji než pevnina, ale rostliny a živočichové v oceánech migrují směrem k chladnějším pólům rychleji než druhy na pevnině. Stejně jako na pevnině, se v oceánech v důsledku změny klimatu častěji objevují vlny veder, které poškozují celou řadu organismů, jako jsou korály, chaluhy a mořští ptáci. Okyselování oceánů ztěžuje organismům, jako jsou mlži, svijonožci a koráli, tvorbu schránek a koster; vlny veder vybělily korálové útesy. Škodlivé kvetení řas posílené změnou klimatu a eutrofizací snižují hladinu kyslíku ve vodě, narušují potravní řetězce a způsobují velké ztráty mořských živočichů. Pobřežní ekosystémy jsou vystaveny zvláštnímu stresu. Téměř polovina světových mokřadů zmizela v důsledku změny klimatu a dalších lidských vlivů.

### Vliv na člověka
Dopady změny klimatu na člověka, především v důsledku oteplování a změn srážek, byly pozorovány po celém světě – jsou nyní pozorovatelné na všech kontinentech i napříč oceány, přičemž největšímu riziku čelí méně rozvinuté regiony v rovníkových oblastech. Pokračující oteplování má potenciálně „závažné, všudypřítomné a nevratné dopady“ na lidi a ekosystémy. rizika jsou nerovnoměrně rozložena, ale obecně jsou větší pro znevýhodněné lidi v rozvojových a rozvinutých zemích.

#### Potraviny a zdraví
Zdravotní dopady zahrnují jak přímé účinky extrémního počasí, které vedou k poškození zdraví i ztrátám na životech, tak nepřímé dopady, jako je podvýživa způsobená neúrodou. V teplejším klimatu se snáze přenášejí různé infekční nemoci, jako je horečka dengue, která nejvíce postihuje děti, a také malárie. Malé děti jsou nejvíce ohroženy nedostatkem potravin a spolu se staršími lidmi extrémním horkem. Světová zdravotnická organizace (WHO) odhaduje, že v letech 2030 až 2050 by změna klimatu měla způsobit přibližně 250 000 dalších úmrtí ročně v důsledku vystavení starších lidí horku, nárůstu průjmových onemocnění, malárie, horečky dengue, pobřežních záplav a podvýživy dětí. Do roku 2050 se předpokládá více než 500 000 dalších úmrtí dospělých ročně v důsledku snížení dostupnosti a kvality potravin. Mezi další významná zdravotní rizika spojená se změnou klimatu patří kvalita ovzduší a vody. WHO klasifikovala dopady změny klimatu na člověka jako největší hrozbu pro celosvětové zdraví v 21. století.
Změna klimatu ovlivňuje potravinovou bezpečnost. V letech 1981–2010 způsobila snížení celosvětových průměrných výnosů kukuřice, pšenice a sóji. Budoucí oteplování by mohlo dále snížit celosvětové výnosy hlavních plodin. Produkce plodin bude pravděpodobně negativně ovlivněna v zemích s nízkou zeměpisnou šířkou, zatímco v severních zeměpisných šířkách mohou být účinky pozitivní nebo negativní. V důsledku těchto dopadů hrozí hlad až dalším 183 milionům lidí na celém světě, zejména těm s nižšími příjmy. Dopady oteplování na oceány mají vliv na stavy ryb, kdy dochází ke globálnímu poklesu maximálního úlovkového potenciálu. Zvýšený potenciál vykazují pouze polární populace. Regiony závislé na vodě z ledovců, regiony, které jsou již nyní suché, a malé ostrovy jsou v důsledku změny klimatu vystaveny zvýšenému riziku nedostatku vody.

#### Sociální problémy
Ekonomické škody způsobené změnou klimatu mohou být vážné a existuje pravděpodobnost katastrofických rizikových událostí. Změna klimatu již pravděpodobně zvýšila globální ekonomickou nerovnost a tento trend bude podle prognóz pokračovat. Největší vážné dopady se očekávají v subsaharské Africe a jihovýchodní Asii, kde se již nyní prohlubuje stávající chudoba. Světová banka odhaduje, že změna klimatu by mohla do roku 2030 uvrhnout do chudoby více než 120 milionů lidí. Bylo zjištěno, že současné nerovnosti mezi muži a ženami, mezi bohatými a chudými a mezi různými etniky se v důsledku proměnlivosti klimatu a klimatických změn prohloubí. Z průzkumu mezi odborníky vyplynulo, že role klimatických změn v ozbrojených konfliktech je ve srovnání s faktory, jako jsou socioekonomické nerovnosti a možnosti státu, malá, ale že budoucí oteplování přinese rostoucí rizika.
Nízko položené ostrovy a pobřežní komunity jsou ohroženy nebezpečími způsobenými zvyšováním hladiny moří, jako jsou záplavy a trvalé zatopení, což by mohlo vést k tomu, že obyvatelé ostrovních států, jako jsou Maledivy a Tuvalu, přijdou o místo k životu. V některých regionech může být nárůst teploty a vlhkosti příliš silný na to, aby se mu lidé mohli přizpůsobit. Při nejhorším průběhu klimatické změny by podle modelů mohla téměř třetina lidstva žít v extrémně horkém a neobyvatelném podnebí, podobně jako je tomu v současné době na Sahaře. Tyto faktory a extrémní výkyvy počasí mohou být příčinou environmentální migrace, a to jak v rámci jednotlivých zemí, tak i mezi nimi. Očekává se, že v důsledku častějších extrémních výkyvů počasí, zvyšování hladiny moří a konfliktů vyplývajících ze zvýšeného soupeření o přírodní zdroje dojde k nárůstu vysídlování lidí. Změna klimatu může také zvýšit zranitelnost, což povede ke vzniku „uvězněných populací“, které se kvůli nedostatku zdrojů nemohou přestěhovat.

## Reakce

Scénáře globálních emisí skleníkových plynů. Pokud by všechny země splnily své současné závazky z Pařížské dohody, průměrné oteplení do roku 2100 by stále výrazně překračovalo maximální cíl 2 °C stanovený dohodou.

### Zmírňování následků (mitigace)

Graf vpravo ukazuje scénáře k naplnění cílů Rámcové úmluvy OSN o změně klimatu. Globalní emise skleníkových plynu a možnosti jejich sníženi – oteplení max. o 2 °C – označené „globální technologie“, „decentralizované řešení“ a „změna spotřeby“. Každý scénář ukazuje, jak by různé opatření (např. zlepšení energetické účinnosti, zvýšené využívání energie z obnovitelných zdrojů) mohlo přispět ke snížení emisí.

Uhlí, ropa a zemní plyn zůstávají hlavními světovými zdroji energie, přestože obnovitelné zdroje energie začaly rychle růst.

Změnu klimatu lze zmírnit snížením emisí skleníkových plynů a posílením propadů, které pohlcují skleníkové plyny z atmosféry. Aby bylo možné s vysokou pravděpodobností omezit globální oteplování na méně než 1,5 °C, musí být do roku 2050 čisté emise skleníkových plynů nulové, pokud chceme dosáhnout oteplení do 2 °C, musíme dosáhnout uhlíkové neutrality do roku 2070. To bude vyžadovat dalekosáhlé systémové změny v bezprecedentním měřítku v energetice, při obhospodařování půdy, ve městech, v dopravě, ve využívání budov a v průmyslu. Program OSN pro životní prostředí odhaduje, že k omezení globálního oteplování na 2 °C musí země během příštího desetiletí ztrojnásobit své závazky vyplývající z Pařížské dohody. Ještě větší míra snížení je nutná ke splnění cíle 1,5 °C. Se závazky přijatými v rámci Pařížské dohody k říjnu 2021 by globální oteplování mělo stále 66% šanci dosáhnout do konce století přibližně 2,7 °C (rozmezí: 2,2–3,2 °C).
Ačkoli neexistuje jediná cesta, jak omezit globální oteplování na 1,5 nebo 2 °C, většina scénářů a strategií předpokládá výrazné zvýšení využívání obnovitelných zdrojů energie v kombinaci se zvýšením opatření v oblasti energetické účinnosti, které by přineslo potřebné snížení emisí skleníkových plynů. Ke snížení tlaku na ekosystémy a zvýšení jejich schopnosti pohlcovat uhlík by bylo nutné provést změny také v zemědělství a lesnictví, například zabránit odlesňování a obnovit přírodní ekosystémy zalesňováním.
Jiné přístupy ke zmírnění změny klimatu mají vyšší míru rizika. Scénáře, které omezují globální oteplování na 1,5 °C, obvykle počítají s rozsáhlým využitím metod odstraňování oxidu uhličitého v průběhu 21. století, existují však obavy z přílišného spoléhání se na tyto technologie a z dopadů na životní prostředí. Možným doplňkem hlubokého snížení emisí je také řízení slunečního záření (SRM). Geoinženýrství však vyvolává značné etické a právní problémy a rizika jsou nedostatečně prozkoumána.

#### Čistá energie

Hospodářským odvětvím s vyšším podílem skleníkových plynů mají politiky v oblasti změny klimatu věnovat větší pozornost.

Obnovitelná energie je klíčem k omezení změn klimatu. Fosilní paliva byla v roce 2018 zdrojem 80 % světové energie. Zbývající podíl byl rozdělen mezi jadernou energii a obnovitelné zdroje (včetně solární a větrné energie, bioenergie, geotermální energie a vodní energie). Předpokládá se, že tento mix se v příštích 30 letech výrazně změní. Solární a větrná energie zaznamenaly v posledních několika letech značný růst a pokrok. Solární panely a větrné elektrárny na pevnině jsou ve většině zemí nejlevnějšími formami navýšení nových kapacit výroby elektřiny. Obnovitelné zdroje představovaly 75 % veškeré nově instalované výroby elektřiny v roce 2019, téměř všechny byly solární a větrné. Podíl jaderné energie mezitím zůstává stejný, ale náklady rostou. Výroba jaderné energie je nyní v přepočtu na megawatthodinu několikanásobně dražší než výroba energie z větru a slunce.
K dosažení uhlíkové neutrality do roku 2050 by se obnovitelná energie měla stát dominantní formou výroby elektřiny a v některých scénářích by měla do roku 2050 dosáhnout 85 % nebo více. Využití elektřiny pro vytápění a dopravu by mělo vzrůst do té míry, že by se elektřina stala převažující formou energie. Investice do uhlí by měly být eliminovány a používání uhlí by mělo být do roku 2050 téměř ukončeno.
V dopravě scénáře počítá s prudkým nárůstem podílu elektrických vozidel a veřejné dopravy a s přechodem na nízkouhlíkové palivo u dalších druhů dopravy, jako je lodní doprava. Vytápění by se mělo stále více dekarbonizovat s využitím technologií, jako jsou tepelná čerpadla.
Pokračujícímu rychlému růstu obnovitelných zdrojů energie brání některé překážky. V případě solární a větrné energie je klíčovým problémem jejich nestálost a sezónní proměnlivost. Tradičně se pro udržení stability elektrické sítě používají vodní přehrady s nádržemi a konvenční elektrárny. Intermitenci se dále čelí rozšiřováním bateriových úložišť a slaďováním poptávky po energii a její nabídky. Dálkový přenos může vyrovnávat proměnlivost výroby z obnovitelných zdrojů v širších zeměpisných oblastech. U velkých solárních a větrných projektů se mohou vyskytnout problémy s ochranou životního prostředí a využíváním půdy, zatímco bioenergie často není uhlíkově neutrální a může mít negativní důsledky pro potravinovou bezpečnost. Růst vodní energie se zpomaluje a bude dále klesat kvůli obavám ze sociálních a environmentálních dopadů.
Nízkouhlíková energie zlepšuje lidské zdraví tím, že minimalizuje změnu klimatu, a má zároveň i okamžitý přínos v podobě snížení počtu úmrtí na znečištěné ovzduší, který se v roce 2016 odhadoval na 7 milionů ročně. Splnění cílů Pařížské dohody, které omezují oteplování na zvýšení o 2 °C, by mohlo do roku 2050 zachránit asi milion těchto životů ročně, zatímco omezení globálního oteplování na 1,5 °C by mohlo zachránit miliony a zároveň zvýšit energetickou bezpečnost a snížit chudobu.

#### Energetická účinnost
Snížení poptávky po energii je dalším důležitým aspektem snižování emisí. Pokud je potřeba méně energie, je větší flexibilita pro rozvoj čisté energie. Usnadňuje to také řízení elektrické sítě a minimalizuje rozvoj infrastruktury náročné na emise uhlíku. K dosažení cílů v oblasti klimatu bude zapotřebí významně zvýšit investice do energetické účinnosti, srovnatelné s úrovní investic do obnovitelných zdrojů energie. Předpovědi pro toto desetiletí ztížilo a znejistilo několik změn souvisejících s covidem-19, pokud jde o vzorce využívání energie, investice do energetické účinnosti a financování.
Strategie snižování poptávky po energii se v jednotlivých odvětvích liší. V dopravě mohou cestující a nákladní doprava přejít na účinnější způsoby cestování, jako jsou autobusy a vlaky, nebo používat elektrická vozidla. Průmyslové strategie ke snížení poptávky po energii zahrnují zvýšení energetické účinnosti topných systémů a motorů, navrhování energeticky méně náročných výrobků a prodloužení životnosti výrobků. Ve stavebnictví se klade důraz na lepší navrhování nových budov a snahu o vyšší úroveň energetické účinnosti při modernizaci. Energetickou účinnost budov může zvýšit také využívání technologií, jako jsou tepelná čerpadla.

#### Zemědělství a průmysl
Zemědělství a lesnictví čelí trojímu úkolu: omezit emise skleníkových plynů, zabránit další přeměně lesů na zemědělskou půdu a uspokojit rostoucí světovou poptávku po potravinách. Soubor opatření by mohl snížit emise ze zemědělství a lesnictví o dvě třetiny oproti úrovni z roku 2010. Patří mezi ně snížení růstu poptávky po potravinách a dalších zemědělských produktech, zvýšení produktivity půdy, ochrana a obnova lesů a snížení emisí skleníkových plynů ze zemědělské výroby.
Zvláštní výzvy představuje výroba oceli a cementu, která je zodpovědná za přibližně 13 % průmyslových emisí CO2. V těchto průmyslových odvětvích hrají při výrobě nedílnou roli uhlíkově náročné materiály, jako jsou koks a vápno, takže snížení emisí CO2 vyžaduje výzkum alternativních chemických látek.

Většina emisí CO_{2} byla pohlcena propady uhlíku, včetně růstu rostlin, pohlcování půdou a pohlcování oceány (2020 Global Carbon Budget).

#### Zachytávání uhlíku
Přírodní úložiště uhlíku mohou být posílena, aby zachytila podstatně větší množství CO2 než přirozeně se vyskytující množství. Obnova lesů a výsadba stromů na nelesní půdě patří k nejrozvinutějším technikám sekvestrace, i když druhá z nich vyvolává obavy o potravinovou bezpečnost. Zachycování uhlíku v půdě a zachycování uhlíku v pobřežních oblastech jsou méně známé možnosti. Proveditelnost metod negativních emisí na půdě pro zmírnění emisí je nejistá; IPCC označil strategie zmírnění emisí založené na nich za rizikové.
Tam, kde výroba energie nebo těžký průmysl náročný na produkci CO2 nadále produkují odpadní CO2, lze tento plyn místo vypouštění do atmosféry zachycovat a ukládat. Ačkoli současné možnosti technologie jsou omezené co do rozsahu a jsou i nákladné, zachycování a ukládání uhlíku (CCS) může hrát významnou roli při omezování emisí CO2 do poloviny století. Tato technika v kombinaci s bioenergetikou (BECCS) může vést k čistým záporným emisím; zůstává velmi nejisté, zda techniky odstraňování oxidu uhličitého, jako je BECCS, budou schopny sehrát významnou roli při omezování oteplování na 1,5 °C. V současné době je však stále velmi nejisté, zda budou techniky odstraňování oxidu uhličitého schopny sehrát významnou roli při omezování oteplování na 1,5 °C. Politická rozhodnutí, která se spoléhají na odstraňování oxidu uhličitého, zvyšují riziko, že globální oteplování překročí mezinárodní cíle.

### Přizpůsobení (adaptace)
Adaptace je „proces přizpůsobení se současným nebo očekávaným změnám klimatu a jeho účinkům“. Bez dalšího zmírňování nemůže adaptace odvrátit riziko „závažných, rozsáhlých a nevratných“ dopadů. Závažnější změna klimatu vyžaduje větší transformační adaptaci, která může být neúměrně nákladná. Schopnost a potenciál lidí přizpůsobit se je v různých regionech a populacích nerovnoměrně rozložená a rozvojové země mají obecně menší schopnost adaptace. V prvních dvou desetiletích 21. století došlo k nárůstu adaptační kapacity ve většině zemí s nízkými a středními příjmy, kde se zlepšil přístup k základní hygieně a elektřině, ale pokrok je pomalý. Mnoho zemí zavedlo adaptační politiky. Mezi potřebnými a dostupnými finančními prostředky je však značný rozdíl.
Adaptace na zvyšování hladiny moří spočívá v tom, že se vyhýbáme ohroženým oblastem, učíme se žít se zvýšenými záplavami a chráníme se. Pokud se to nepodaří, může být zapotřebí řízený ústup. Barierou pro řešení nebezpečných dopadů tepla se ukazují ekonomické překážky. Vyhnout se namáhavé práci nebo mít klimatizaci není možné pro každého. V zemědělství možnosti adaptace zahrnují přechod na udržitelnější stravu, diverzifikaci, kontrolu eroze a genetické vylepšení pro zvýšení odolnosti vůči měnícímu se klimatu. Pojištění umožňuje sdílení rizik, ale pro lidi s nižšími příjmy je často obtížné ho získat. Vzdělávání, migrace a systémy včasného varování mohou snížit zranitelnost vůči klimatu.
Ekosystémy se přizpůsobují změně klimatu, což je proces, který lze podpořit lidskými zásahy. Zvýšením propojenosti mezi ekosystémy mohou druhy migrovat do příznivějších klimatických podmínek. Druhy lze také přímo přesouvat. Ochrana a obnova přírodních a polopřírodních oblastí pomáhá budovat odolnost, což usnadňuje adaptaci ekosystémů. Mnohá opatření, která podporují adaptaci ekosystémů, pomáhají také lidem přizpůsobit se prostřednictvím adaptace založené na ekosystémech. Například obnova přirozených režimů požárů snižuje pravděpodobnost katastrofických požárů a omezuje vystavení člověka jejich následkům. Poskytnutí většího prostoru řekám umožňuje větší zásoby vody v přírodním systému, což snižuje riziko povodní. Obnovené lesy fungují jako úložiště uhlíku, ale vysazování stromů v nevhodných oblastech může zhoršit dopady na klima.
Mezi adaptací a mitigací existují synergie a kompromisy. Adaptace často přináší krátkodobé výhody, zatímco zmírňování má dlouhodobější přínosy. Větší využívání klimatizace umožňuje lidem lépe se vyrovnat s horkem, ale zvyšuje poptávku po energii. Kompaktní rozvoj měst může vést ke snížení emisí z dopravy a výstavby. Současně může zvýšit efekt městského tepelného ostrova, což vede k vyšším teplotám a zvýšené expozici. Zvýšení produktivity potravin má velké přínosy jak pro adaptaci, tak pro zmírnění dopadů.

Index výkonnosti v oblasti změny klimatu hodnotí země podle emisí skleníkových plynů (40 % skóre), obnovitelných zdrojů energie (20 %), využívání energie (20 %) a politiky v oblasti klimatu (20 %). Vysoká Střední Nízká Velmi nízká

## Politika
Státy, které jsou vůči změně klimatu nejzranitelnější, jsou obvykle zodpovědné za malý podíl celosvětových emisí. To vyvolává otázky ohledně spravedlnosti a férovosti. Změna klimatu je silně spojena s udržitelným rozvojem. Omezení globálního oteplování usnadňuje dosažení cílů udržitelného rozvoje, jako je vymýcení chudoby a snížení nerovností. Tato souvislost je uznána v cíli udržitelného rozvoje č. 13, který zní: „přijmout naléhavá opatření k boji proti změně klimatu a jejím dopadům.“ Cíle týkající se potravin, čisté vody a ochrany ekosystémů mají synergii se zmírňováním změny klimatu.
Geopolitika změny klimatu je složitá. Často je formulována jako problém „černého pasažéra“, kdy všechny země mají prospěch ze zmírňování dopadů prováděného ostatními zeměmi, ale jednotlivé země by samy přechodem na nízkouhlíkové hospodářství ztratily. Tento přístup byl zpochybněn. Například přínosy ukončení těžby uhlí pro veřejné zdraví a místní životní prostředí téměř ve všech regionech převyšují náklady. Kromě toho čistí dovozci fosilních paliv z přechodu na čistou energii ekonomicky vydělávají, což způsobuje, že čistí vývozci čelí uvízlým aktivům: fosilním palivům, která nemohou prodat.

### Možnosti politiky
Ke snižování emisí se používá celá řada politik, předpisů a zákonů. Od roku 2019 pokrývají uhlíkové povolenky přibližně 20 % celosvětových emisí skleníkových plynů. Uhlík lze ocenit pomocí uhlíkových daní a systémů obchodování s emisemi. Přímé globální dotace na fosilní paliva dosáhly v roce 2017 hodnoty 319 miliard dolarů a po započtení nepřímých nákladů, jako je znečištění ovzduší, 5,2 bilionu dolarů. Jejich ukončení může vést k 28% snížení celosvětových emisí uhlíku a 46% snížení počtu úmrtí v důsledku znečištění ovzduší. Místo toho by se dotace mohly využít na podporu přechodu na čistou energii. Mezi direktivní metody snižování emisí skleníkových plynů patří normy účinnosti vozidel, normy pro obnovitelné zdroje paliv a regulace znečištění ovzduší těžkým průmyslem. Některé země vyžadují, aby energetické společnosti zvýšily podíl obnovitelných zdrojů energie na výrobě elektřiny.
Politika navržená optikou klimatické spravedlnosti se snaží řešit otázky lidských práv a sociální nerovnosti. Bohaté země, které jsou zodpovědné za největší část emisí, by například musely přispívat chudším zemím na adaptace. S omezováním využívání fosilních paliv dochází ke ztrátě pracovních míst v tomto odvětví. Aby se dosáhlo spravedlivého přechodu, museli by být tito lidé rekvalifikováni na jiná pracovní místa. Obce s mnoha zaměstnanci pracujícími v odvětví fosilních paliv by potřebovaly další investice.

Od roku 2000 překonaly rostoucí emise CO_{2} v Číně a ve zbytku světa produkci Spojených států a Evropy.

### Mezinárodní klimatické dohody

V přepočtu na osobu produkují Spojené státy mnohem více CO_{2} než ostatní regiony.

Téměř všechny země světa jsou smluvními stranami Rámcové úmluvy OSN o změně klimatu z roku 1994 (UNFCCC). Cílem této dohody je zabránit nebezpečným zásahům člověka do klimatického systému. Jak je uvedeno v úmluvě, je k tomu zapotřebí, aby se koncentrace skleníkových plynů v atmosféře stabilizovaly na takové úrovni, aby se ekosystémy mohly přirozeně přizpůsobit změnám klimatu, aby nebyla ohrožena produkce potravin a aby byl zachován hospodářský rozvoj. Rámcová úmluva sama o sobě emise neomezuje, ale spíše poskytuje rámec pro protokoly, které je omezují. Od podpisu úmluvy celosvětové emise vzrostly. Každoroční konference této úmluvy jsou dějištěm globálních jednání o klimatu.
Kjótský protokol z roku 1997 rozšířil Rámcovou úmluvu a zahrnul právně závazné závazky pro většinu rozvinutých zemí omezit své emise. Během jednání prosazovala skupina G77 (zastupující rozvojové země) mandát, který by vyžadoval, aby rozvinuté země „převzaly vedoucí úlohu“ při snižování svých emisí, protože nejvíce přispěly k hromadění skleníkových plynů v atmosféře. Emise na obyvatele byly v rozvojových zemích také stále relativně nízké a rozvojové země by mohly vypouštět více emisí, aby uspokojily své rozvojové potřeby.
Kodaňská dohoda z roku 2009 byla všeobecně označována jako zklamání kvůli svým nízkým cílům a byla odmítnuta chudšími zeměmi včetně skupiny G77. Strany dohody si kladly za cíl omezit nárůst globální teploty pod 2 °C. Dohoda stanovila cíl posílat do roku 2020 rozvojovým zemím 100 miliard dolarů ročně na zmírňování a přizpůsobování se změně klimatu a navrhla založení Zeleného klimatického fondu. Do roku 2020 se fondu nepodařilo dosáhnout očekávaného cíle.
V roce 2015 vyjednaly všechny země Organizace spojených národů Pařížskou dohodu, jejímž cílem je udržet globální oteplování výrazně pod 2,0 °C a která obsahuje aspirační cíl udržet oteplování pod 1,5 °C. Dohoda nahradila Kjótský protokol. Na rozdíl od Kjótského protokolu nebyly v Pařížské dohodě stanoveny žádné závazné emisní cíle. Místo toho byl stanoven soubor závazných postupů. Státy si musí pravidelně stanovovat stále ambicióznější cíle a každých pět let tyto cíle přehodnocovat. Pařížská dohoda znovu stanovila, že rozvojové země musí být finančně podporovány. K říjnu 2021 smlouvu podepsalo 194 států a Evropská unie a 191 států a EU dohodu ratifikovalo nebo k ní přistoupilo.
Montrealský protokol z roku 1987, mezinárodní dohoda o zastavení emisí plynů poškozujících ozonovou vrstvu, byl možná účinnější při omezování emisí skleníkových plynů než Kjótský protokol, který byl k tomuto účelu speciálně navržen, a Kigalský dodatek k Montrealskému protokolu z roku 2016 má za cíl snížit emise fluorovaných uhlovodíků, skupiny silných skleníkových plynů, které sloužily jako náhrada za zakázané plyny poškozující ozonovou vrstvu. Montrealský protokol se tak stal silnější dohodou proti změně klimatu.

### Mezivládní panel pro změnu klimatu

Akademické studie vědecké shody o globálním oteplování způsobeném člověkem mezi odborníky na klima ukazují, že konsensus je téměř jednomyslný a odrážejí, že úroveň konsensu koreluje s odborností v klimatologii.

Ke studiu otázek změny klimatu založil Program OSN pro životní prostředí ve spolupráci se Světovou meteorologickou organizací v roce 1988 Mezivládní panel pro změny klimatu (IPCC) jako vědecký orgán pod záštitou Organizace spojených národů. Tento panel v období od konce roku 2013 do listopadu 2014 vydal svou Pátou hodnotící zprávu, ve které shrnuje současné vědecké poznatky, od srpna 2021 do března 2023 vycházela již Šestá hodnotící zpráva. Tato nejnovější zpráva předpokládá, že globální oteplení dosáhne koncem 21. století velmi pravděpodobně 1,0 °C až 1,8 °C, a to podle scénáře velmi nízkých emisí skleníkových plynů. Podle středního scénáře by globální oteplení dosáhlo 2,1 °C až 3,5 °C a podle scénáře velmi vysokých emisí skleníkových plynů 3,3 °C až 5,7 °C. Tyto prognózy vycházejí z klimatických modelů v kombinaci s pozorováními.

## Vědecký konsenzus a společnost

### Vědecká shoda
Existuje téměř úplná vědecká shoda, že se klima otepluje a že je to způsobeno lidskou činností. Shoda v nedávné literatuře dosáhla více než 99 %. Podle starších průzkumů se na tom, že lidstvo způsobuje změnu klimatu, shodlo 90 % až 100 % klimatologů, a to v závislosti na přesné otázce a na tom, kdo na ni odpověděl. Žádný vědecký orgán na národní či mezinárodní úrovni tento názor nerozporoval. Dále se vyvinul konsensus, že je třeba přijmout určitou formu opatření na ochranu lidí před dopady změny klimatu. Národní akademie věd vyzvaly světové lídry ke snížení globálních emisí.
Vědecká diskuse probíhá v odborných recenzovaných časopisech. Vědci je každých několik let vyhodnocují situaci ve zprávách Mezivládního panelu pro změnu klimatu. V hodnotící zprávě IPCC AR6 z roku 2021 se uvádí, že je „jednoznačné“, že změnu klimatu způsobuje člověk.

Ukázka dezinformace o nárůstu teploty. Údaje byly vybrány z krátkých období, aby se mohlo lživě tvrdit, že globální teploty nestoupají. Modré trendové čáry ukazují krátká období, která zakrývají dlouhodobější trendy oteplování (červené trendové čáry). Modré tečky znázorňují tzv. přestávku v globálním oteplování.

### Popírání a dezinformace
Veřejná debata o změně klimatu je silně ovlivněna popíráním změny klimatu a dezinformacemi, které vznikly ve Spojených státech a následně se rozšířily do dalších zemí, zejména do Kanady a Austrálie. Aktéři, kteří stojí za popíráním změny klimatu, tvoří dobře financovanou a poměrně koordinovanou koalici společností vyrábějících fosilní paliva, průmyslových skupin, konzervativních think-tanků a vědců s opačným názorem. Podobně jako dříve v případě tabákového průmyslu, je hlavní strategií těchto skupin vyrábět pochybnosti o vědeckých údajích a výsledcích. Mnozí z těch, kteří popírají, odmítají nebo mají neopodstatněné pochybnosti o vědeckém konsensu ohledně antropogenní změny klimatu, jsou označováni jako „skeptici ohledně změny klimatu“, což je podle jiných vědců nesprávné označení.
Existují různé varianty popírání změny klimatu: někteří popírají, že k oteplování vůbec dochází, někteří oteplování připouštějí, ale přisuzují ho přírodním vlivům, a někteří minimalizují negativní dopady změny klimatu. Vyrábění nejistoty ohledně vědeckých poznatků se později vyvinulo ve vykonstruovanou kontroverzi: vytváření přesvědčení, že ve vědecké komunitě panuje značná nejistota ohledně změny klimatu, aby se oddálily politické změny. Strategie na podporu těchto myšlenek zahrnují kritiku vědeckých institucí a zpochybňování motivů jednotlivých vědců. Tzv. komnata ozvěn blogů a médií popírajících klima dále podnítila prostředí nepochopení změny klimatu.

### Informovanost veřejnosti a veřejné mínění
Změna klimatu se dostala do povědomí mezinárodní veřejnosti koncem 80. let 20. století. Kvůli matoucímu mediálnímu pokrytí na počátku 90. let lidé často zaměňovali změnu klimatu s jinými environmentálními problémy, jako je například úbytek ozonové vrstvy. V populární kultuře se k masovému publiku jako první dostal film Den po zítřku z roku 2004 a o několik let později dokumentární film Ala Gora Nepříjemná pravda. Knihy, příběhy a filmy o klimatických změnách spadají do žánru klimatické fikce.
V zájmu veřejnosti o změnu klimatu i v jejím chápání existují značné regionální, genderové, věkové a politické rozdíly. Lidé s vyšším vzděláním a v některých zemích také ženy a mladší lidé častěji považují změnu klimatu za vážnou hrozbu. V mnoha zemích existují také stranické rozdíly a země s vysokými emisemi CO2 mají tendenci se znepokojovat méně. Názory na příčiny změny klimatu se v jednotlivých zemích značně liší. Obavy se v průběhu času zvyšují, až do té míry, že většina občanů v mnoha zemích nyní vyjadřuje vysokou míru obav ze změny klimatu nebo ji považuje za celosvětově naléhavou situaci. Vyšší míra obav je spojena se silnější veřejnou podporou politik, které se zabývají změnou klimatu. Přesvědčení veřejnosti o změně klimatu jsou ale dočasná.

### Protesty a soudní případy
Protesty proti klimatu se staly populárnějšími v roce 2010. Protestující požadují, aby političtí představitelé přijali opatření k zabránění změny klimatu. Mohou mít podobu veřejných demonstrací, požadavků na odchod od fosilních paliv, žalob a dalších aktivit. K významným demonstracím patří Školní stávka pro klima. V rámci této iniciativy mladí lidé po celém světě od roku 2018 protestují tím, že v pátek vynechávají školu, k čemuž je inspirovala švédská teenagerka Greta Thunbergová. Masové akce občanské neposlušnosti skupin, jako je Extinction Rebellion, protestují narušováním provozu na silnicích a ve veřejné dopravě. Soudní spory jsou stále častěji využívány jako nástroj k posílení opatření veřejných institucí a společností v oblasti klimatu. Aktivisté také iniciují žaloby, které se zaměřují na vlády a požadují, aby přijaly ambiciózní opatření nebo prosadily stávající zákony týkající se změny klimatu. Žaloby proti fosilním společnostem obvykle požadují náhradu ztrát a škod.

## Historie

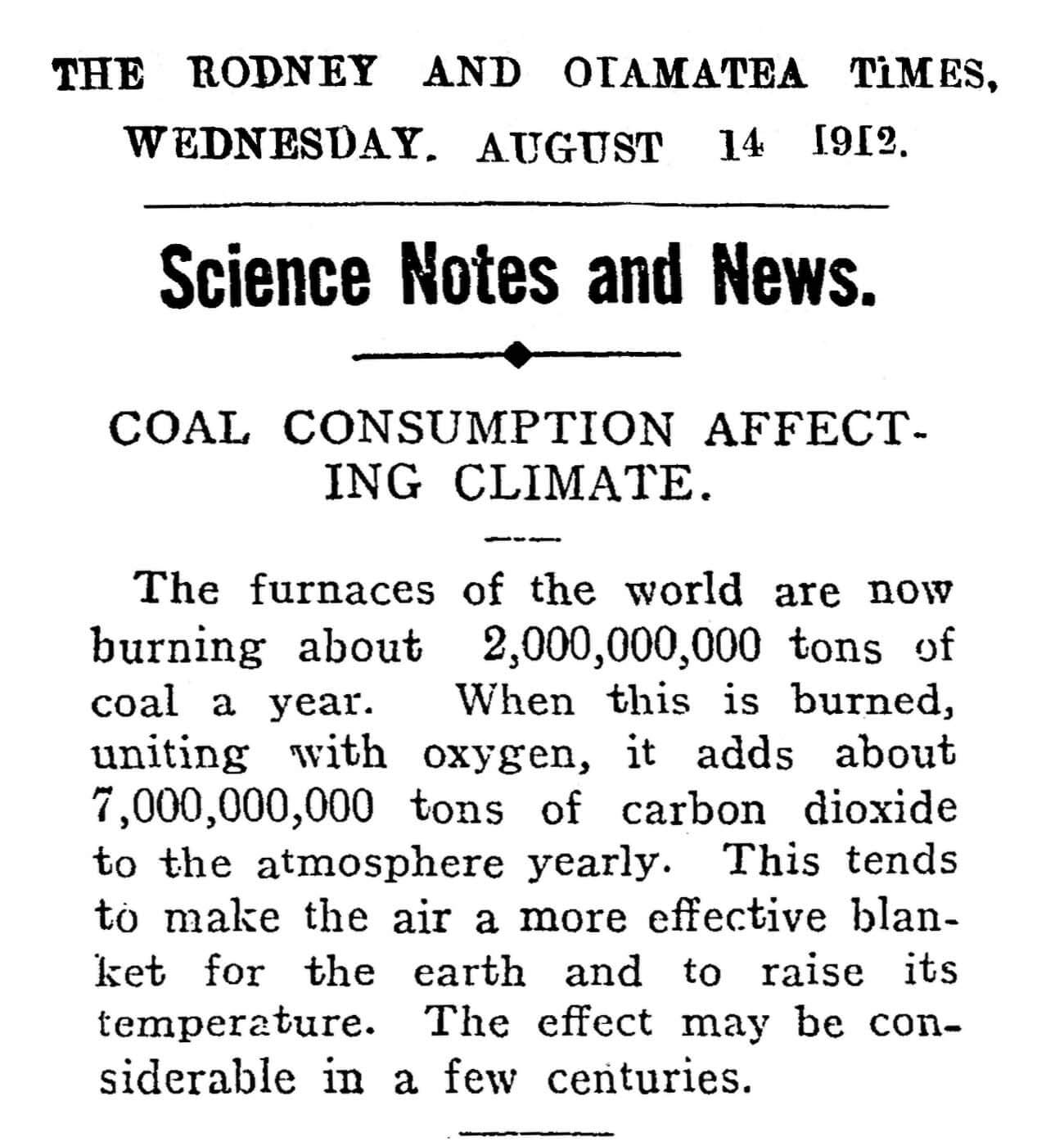
Článek z Novozélandských novin (vydáno 14. srpna 1912) popisující principy globálního oteplování

Ve 20. letech 19. století navrhl Joseph Fourier pojem skleníkový efekt, aby vysvětlil, proč je teplota na Zemi vyšší, než by mohla vysvětlit samotná sluneční energie. Zemská atmosféra je pro sluneční světlo průhledná, takže sluneční světlo se dostává na povrch, kde se mění na teplo. Atmosféra však není průhledná pro teplo vyzařované z povrchu a část tohoto tepla zachycuje, čímž se planeta ohřívá. V roce 1856 Eunice Newton Foote prokázala, že oteplující účinek slunečního záření je větší u vzduchu s vodní párou než u suchého vzduchu a u oxidu uhličitého je tento účinek ještě větší. Došla k závěru, že „atmosféra tohoto plynu by naší Zemi poskytla vyšší teplotu...“ Po roce 1859 zjistil John Tyndall, že dusík a kyslík – dohromady tvořící 99 % suchého vzduchu – jsou pro vyzařované teplo volně průchodné. Vodní pára a některé plyny (zejména methan a oxid uhličitý) však pohlcují vyzářené teplo a vyzařují ho zpět k zemskému povrchu. Tyndall navrhl, že změny koncentrací těchto plynů mohly v minulosti způsobit klimatické změny, včetně dob ledových.
Svante Arrhenius si všiml, že vodní pára ve vzduchu se neustále mění, ale koncentrace CO2 ve vzduchu je ovlivňována dlouhodobými geologickými procesy. Na konci doby ledové by oteplení způsobené zvýšenou koncentrací CO2 zvýšilo množství vodní páry, což by ve zpětné vazbě zesílilo oteplování. V roce 1896 publikoval první klimatický model svého druhu, který ukázal, že snížení hladiny CO2 na polovinu mohlo způsobit pokles teploty, který inicioval dobu ledovou. Arrhenius vypočítal očekávaný nárůst teploty v důsledku zdvojnásobení CO2 na přibližně 5–6 °C. Ostatní vědci byli zpočátku skeptičtí a domnívali se, že skleníkový efekt je nasycen, takže přidání většího množství CO2 by nic nezměnilo. Domnívali se, že klima se bude regulovat samo. Roku 1938 Guy Stewart Callendar publikoval důkazy, že se klima otepluje a hladina CO2 stoupá, ale jeho výpočty se setkaly se stejnými námitkami.
V 50. letech 20. století vytvořil Gilbert Plass podrobný počítačový model, který zahrnoval různé vrstvy atmosféry a infračervené spektrum. Tento model předpovídal, že zvyšující se hladina CO2 způsobí oteplování. Přibližně ve stejné době Hans Suess našel důkazy, že hladina CO2 stoupá, a Roger Revelle ukázal, že oceány tento nárůst neabsorbují. Oba vědci následně pomohli Charlesi Keelingovi začít zaznamenávat pokračující nárůst, který byl označen jako „Keelingova křivka“. Vědci upozornili veřejnost a na nebezpečí upozornil James Hansen při svém vystoupení v Americkém kongresu v roce 1988. V roce 1988 byl založen Mezivládní panel pro změnu klimatu, aby poskytoval oficiální poradenství světovým vládám a aby podnítil mezioborový výzkum.

## Situace v Česku

Průměrná roční teplota v ČR 1961–2022

Atlas podnebí Česka uvádí, že v období 1961–2000 roční průměrná teplota v ČR (průměr z 311 stanic) silně kolísala, nicméně měla statisticky významný oteplovací trend 0,28 °C za dekádu. Oteplování bylo nejvýraznější v zimě a na jaře, nevýznamné na podzim. Nejteplejší rok v historii měření byl rok 2018 s průměrnou teplotou 9,6 °C (mimořádně nadnormální; s odchylkou +1,7 °C od normálu 1981–2010), druhým nejteplejším byl rok 2019 s průměrnou teplotou 9,5 °C, dále to byly roky 2014 a 2015, oba s průměrnou teplotou 9,4 °C. Oteplování, obdobné se světovými pozorováními, potvrzují i další práce. Celkový trend oteplování byl v letech 1961–2000 překryt kratšími výkyvy, takže i v nejteplejším posledním desetiletí tohoto období se vyskytl jeden ze tří nejchladnějších roků celého čtyřicetiletí, rok 1996 s průměrem 6,3 °C. Vlivem lidské činnosti rostl efekt tepelného ostrova Prahy, projevující se celoročním zvýšením nočních teplot a zvýšením průměrných teplot v chladné polovině roku (říjen–březen). Podle Českého hydrometeorologického ústavu u nás vzrostla průměrná teplota od roku 1961 o 2,1 °C.
V posledních letech poklesly hodnoty všech charakteristik spojených se sněhem. Snižují se počty dní se sněhovou pokrývkou i měsíční a sezónní maxima výšky sněhové pokrývky. Sněhu ubývá v nížinách i na horách. Přitom výskyt sněhu je důležitým předpokladem vytvoření dostatečného množství povrchové i podzemní vody. Změny klimatu jsou průkazně pozorovatelné i v živé přírodě. Z pozorování v moravských lužních lesích vyplývá, že v období 1961–2000 se zde posunulo do dřívější doby rašení listů u vybraných druhů stromů a kvetení u vybraných keřů a bylin. U vybraných ptačích druhů pak byl zaznamenán posun začátku hnízdění.
Hlavními projevy globálního oteplování pro Českou republiku, podle Národního akčního plánu adaptace na změnu klimatu, budou dlouhodobé sucho, povodně a přívalové povodně,
zvyšování teplot, extrémní meteorologické jevy, vydatné srážky, extrémně vysoké teploty (vlny veder), extrémní vítr a přírodní požáry.